# 达维德·鲁莫洛

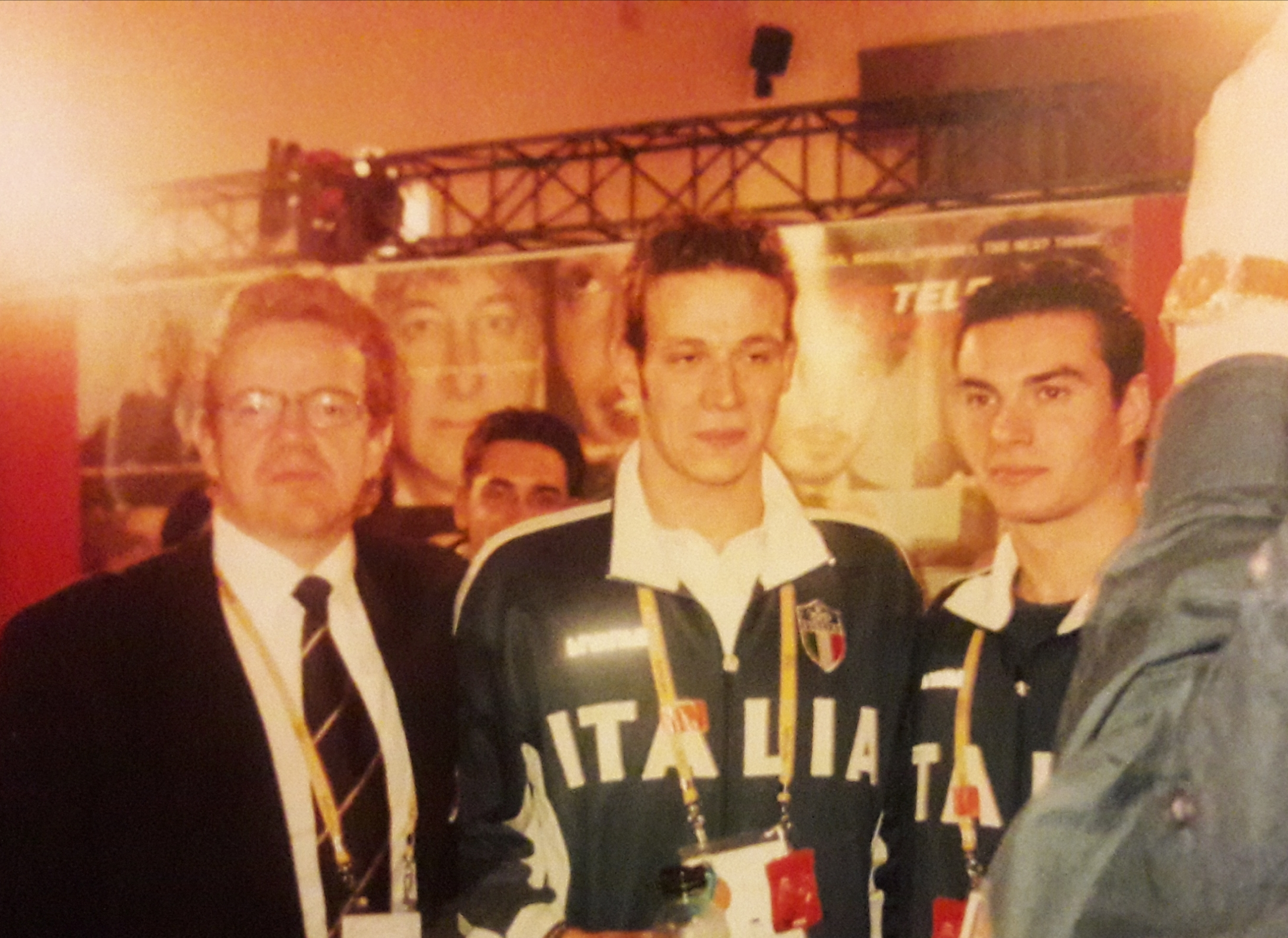
达维德·鲁莫洛(右)

达维德·鲁莫洛（義大利語：Davide Rummolo，1977年11月12日—），意大利男子游泳运动员。他曾代表意大利参加2000年夏季奥林匹克运动会游泳比赛，获得男子200米蛙泳铜牌。